# Universal Channel
Universal Channel – kanał telewizyjny należący do koncernu NBCUniversal, nadający w Ameryce Południowej i Europie Środkowej. Dostępny był na platformie n, Cyfra+ i Polsat Cyfrowy oraz w sieciach kablowych UPC Polska, Multimedia Polska, Cyfrowa Vectra i Toya. Po fuzji platformy n oraz CYFRY+ do nc+ został usunięty z oferty nowej platformy. W Cyfrowym Polsacie dostępny jest także w wersji nadawanej w wysokiej rozdzielczości. 12 marca 2014 roku powrócił do nc+. Z dniem 31 grudnia 2017 roku kanał zakończył nadawanie w Polsce.

## Oferta programowa
- Arrow
- Bezczelnie perfekcyjny
- Bez pardonu
- Blaszany bohater
- Braterstwo
- Californication
- Castle
- Columbo
- CSI: Kryminalne zagadki Miami
- Detektyw Monk
- Dexter
- Diagnoza: morderstwo
- Dziedzice majątków łamią prawo
- Futurama
- Hawaii Five-0
- Imprezowo
- John z Cincinnati
- Kompania braci
- Łowcy skarbów
- Nash Bridges
- Paryskie kroniki kryminalne
- Podróże pierwszą klasą
- Prawdziwe powołanie
- Prawo i porządek
- Rodzina Duque
- Rodzina Soprano
- Rzym
- Sprawa dla Frosta
- Sprawy inspektora Morse’a
- Strażnik Teksasu
- Świry
- Trup jak ja
- Uśpiona komórka
- Życie na przedmieściach